# Pyin U Lwin
Pyin U Lwin (dawniej: Maymyo) – miasto w środkowej Mjanmie, w okręgu Mandalaj. Według danych szacunkowych na rok 2013 liczy 412 642 mieszkańców.

## Historia
Angielska nazwa miasta (Maymyo) pochodziła od pułkownika Maya, dowódcy V Bengalskiego Pułku Piechoty. W 1886 przybył on do tutejszej osady (wówczas Pyin U Lwin) z zadaniem zorganizowania tu uzdrowiska dla brytyjskich wojskowych i urzędników (był to czas po III wojnie birmańskiej, w której kraj utracił niezależność). Powstała tu elegancka osada, zabudowana w dużej części neogotycką architekturą willową (obecnie w większości doprowadzoną do ruiny).
Miasto stanowi centrum rejonu upraw owocowo-warzywnych (głównie kawa, ananasy, truskawki, kapusta, kalafiory) i kwiatowych (przede wszystkim chryzantema). 

## Zabytki i osobliwości
Oprócz architektury kolonialnej atrakcją miasta jest ogród botaniczny zlokalizowany na okolicznych wzgórzach, założony przez Anglików (140 ha). Zawiera on m.in. jezioro z wyspą i stupą. Prezentuje roślinność lasów monsunowych, subtropikalnych, wilgotnych i suchych tropikalnych. Cenna jest kolekcja ponad stu gatunków rododendronów i ponad pięciuset gatunków orchidei. W centrum miasta wznosi się okazały meczet. Podstawę komunikacji stanowią konne karety, nie spotykane w tej formie w innych rejonach Birmy i Azji.